# Trophée (périodique)
Pour les articles homonymes, voir Trophée (homonymie).
Trophée est une revue disparue de l'éditeur de petit format Aventures & Voyages qui a 87 numéros de février 1971 à mai 1990.
Au sommaire sont essentiellement des séries de sport d'origine britannique comme Romano, Hamish la foudre ou Mousie l'éclair.

## Les Séries
- Archibald (Guy Lehideux) : N° 11
- Bang Bang Sam (Vicar) : N° 19
- Buteur de choc (Fred T. Holmes) : N° 58 à 65.
- Capt'ainVir-de-Bor (Michel-Paul Giroud) : N° 7
- Chris Marlow (Piccato & Ferri, Bruscaca, Zenit, Leda, Filipucci) : N° 42 à 50.
- Docteur Wells : N° 51 à 54.
- Fanas de foot : N° 66 à 70.
- Football d'abord : N° 74 à 87
- Hamish la foudre (Fred Baker & Julio Schiaffino) : N° 21 à 70.
- Jeu de massacre (Tom Tully & Costa, Massimo Belardinelli), Ron Turner : N° 66 à 87.
- Kid la déveine : N° 3
- L'As du vélo : N° 71 à 73
- Le Caïman (Mario Basari & Ruggero Giovannini) : N° 6 à 11.
- Le collège Butterfly (Solano Lopez (studio)) : N° 7 à 14.
- Le gagneur : N° 47 à 65.
- Le Roi du ring : N° 16 à 20
- Les As du volant : N° 5 à 8, 11, 13
- Les bolides (Fred Baker & Colin Page, David Sque) : N° 10, 12, 13
- Les Lions d'Haversham : N° 26 à 32.
- Les Rois de la vitesse : N° 3 à 4
- Les Totoches (Ron Turner) : N° 12 à 19, 21 à 25
- Mousie l'éclair (Fred Baker & Julio Schiaffino) : N° 71 à 87.
- Ray Champion (Ennio et Vladimiro Missaglia) : N° 33 à 41.
- Red Skate (Ricci & Fuschino) : N° 55 à 57.
- Romano (Scénariste : Tom Tully, dessinateur : Francisco Solano López) : N° 15 à 46.